# Roman Rubinsztejn
Roman Juljewicz Rubinsztejn (ros. Роман Юльевич Рубинштейн; ur. 22  maja 1996 w Mińsku) – białoruski koszykarz grający na pozycji rzucającego obrońcy, reprezentant kraju, obecnie zawodnik Hapoelu Chewel Modi’in.
30 lipca 2018 został zawodnikiem Legii Warszawa. 15 lutego 2019 opuścił klub.

## Osiągnięcia
Stan na 27 stycznia 2020, na podstawie, o ile nie zaznaczono inaczej.
Drużynowe
- Mistrz Białorusi (2014, 2015, 2018)
- Zdobywca pucharu Białorusi (2014, 2015, 2018)

Indywidualne
(* – nagrody przyznane przez eurobasket.com)
- Zaliczony do*:
  - I składu ligi białoruskiej (2016)
  - III składu ligi białoruskiej (2015)
  - składu honorable mention ligi białoruskiej (2018)
- Uczestnik meczu gwiazd ligi białoruskiej (2015)

Reprezentacja
- Uczestnik:
  - kwalifikacji do mistrzostw:
    - świata (2017)
    - Europy (2016)

  - mistrzostw Europy dywizji B:
    - U–20 (2014 – 4. miejsce, 2015 – 5. miejsce, 2016 – 13. miejsce)
    - U–18 (2013 – 12. miejsce)
- Zaliczony do III składu mistrzostw Europy U–20 dywizji B (2016)*